# Mu-cade
Mu-cade est un shoot them up libre développé par ABA Games.